# Vegard Ulvang
Vegard Ulvang (n. 10 octombrie 1963, Kirkenes, Finnmark, Norvegia) este un schior de fond ce a reprezentat Norvegia, medaliat olimpic. A participat la 3 ediții ale Jocurilor Olimpice (1988, 1992, 1994) în care a câștigat o medalie de aur.